# Stazione di Uchihara
La stazione di Uchihara (内原駅?, Uchihara-eki) è una stazione ferroviaria di Mito, città della prefettura di Ibaraki e servita dalla linea Jōban e dai servizi diretti dalla linea Mito della JR East.

## Linee
JR East
■ Linea Jōban
■ Linea Mito (servizi diretti sulla linea Jōban)

## Struttura
La stazione è dotata di un marciapiede a isola e uno laterale con un totale di trebinari passanti in superficie. Il fabbricato è posto su un lato dei binari, e collegato ai marciapiedi da scale fisse. La biglietteria automatica è aperta dalle 5:50 alle 23:50.
| 1   | ■ Linea Jōban | per Mito, Katsuta, Hitachi e Iwaki    |
| 2-3 | ■ Linea Jōban | per Tomobe, Ishioka, Tsuchiura e Ueno |
| 2-3 | ■ Linea Mito  | per Kasama, Shimodate e Oyama         |

## Stazioni adiacenti
| «           | Servizio    | »           |
| Linea Jōban | Linea Jōban | Linea Jōban |
| Linea Mito  | Linea Mito  | Linea Mito  |
| ----------- | ----------- | ----------- |
| Tomobe      | Locale      | Akatsuka    |